# Munster Rugby
Munster Rugby és un equip professional de rugbi a 15 irlandès, amb base a la província de Munster, que participa en la Magners League. El club disputa els seus partits a les ciutats de Limerick, a l'estadi Thomond Park, i a la ciutat de Cork, a l'estadi Musgrave Park.

## Palmarès
- Magners League :
  - Campió: 2003, 2009, 2011 i 2023 (4)
- Copa d'Europa de rugbi a 15: 
  - Campió: 2006 i 2008 (2)

## Jugadors emblemàtics
- Ronan O'Gara
- David Wallace
- John Hayes
- Donncha O'Callaghan
- Paul O'Connell
- Keith Earls